# فدراسیون فوتبال سان مارینو
فدراسیون فوتبال سن مارینو (ایتالیایی: Federazione Sammarinese Giuoco Calcio) نهاد اداره‌کننده مسابقات فوتبال و فوتسال در کشور سن مارینو است.
این فدراسیون که در ۱۹۳۱ تأسیس شده عضو یوفا و فیفا نیز می‌باشد و مقر آن در شهر سن مارینو است.
مسابقات لیگ قهرمانی فوتبال سان مارینو، جام حذفی فوتبال سان مارینو و سوپر جام فوتبال سان مارینو زیر نظر این فدراسیون برگزار می‌شود.
این تیم تاکنون بردی بدست نیاورده.